# Język kensiu
Język kensiu (a. kenseu, kensieu, kensiw), także: mendi, monik (a. moniq), ngok pa – język austroazjatycki używany w Malezji i Tajlandii, przez niewielką grupę ludności na pograniczu tych krajów. Według danych z 2015 roku posługuje się nim 250 osób.
Dzieli się na szereg dialektów: ijoh (ijok), jarum, jeher (sakai tanjong z Temongoh), kedah (quedah), plus, ulu selama, kensiu batu (batuq), kensiu siong (siong), kentaq nakil (nakil), maniq, bong. Kintaq bywa uważany za dialekt kensiu lub za odrębny język.
W użyciu jest także język malajski, a w Tajlandii również język południowotajski. Podobnie jak pozostałe języki aslijskie kensiu jest zagrożony wymarciem. Część jego odmian wyszła z użycia.
Dawniej był zapisywany przy użyciu pisma łacińskiego bądź tajskiego. Żaden z tych systemów pisma nie przyjął się w szerszym obiegu.